# 伊高爾
伊高爾是匈牙利的城鎮，位於該國西南部，由紹莫吉州負責管轄，面積36.06平方公里，最高點海拔高度301米，2011年人口1,282，其中約六成居民信奉天主教。

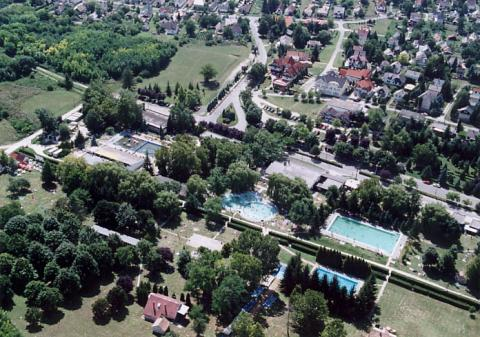

## 外部連結
- Street map (Hungarian)